# Ски скокове на зимните олимпийски игри 2010
Състезанията по ски скокове на зимните олимпийски игри през 2010 г. се провеждат в Олимпийския парк в Уислър от 12 до 22 февруари 2010 г.
Медалите и на двете шанци печелят същите състезатели – Симон Аман, Адам Малиш и Грегор Шлийренцауер. Аман става единственият ски скачач, печелил четири индивидуални златни медала от зимни олимпийски игри (печели два и от Олимпиадата в Солт Лейк Сити през 2002 г.). 

## Дисциплини

### Нормална шанца
Скоковете от малка, 106-метрова, шанца се провеждат на 13 февруари 2010. На предишния ден се провеждат квалификациите. Нито един от медалистите от игрите в Торино през 2006 г. не участва в състезанието. 61 състезатели участват, като най-добрите десет за сезона се класират автоматично, а останалите 51 се борят за 30 места. Последните двама състезатели постигат равен резултат, затова в състезанието на 13 февруари взимат участие 51 състезатели.
Първите 30 от първия скок участват във втория скок. Олимпийски шампион става швейцарецът Симон Аман, втори остава Адам Малиш от Полша, а бронзовият медал е спечелен от Грегор Шлийренцауер.
Това е първият златен олимпийски медал в ски скоковете за Швейцария от Олимпиадата в Сапоро през 1972 г., когато Валтер Щайнер печели на голямата шанца. 
| Място | Име                 | Държава   | Точки | Бележки |
| ----- | ------------------- | --------- | ----- | ------- |
| 01    | Симон Аман          | Швейцария | 276.5 |         |
| 02    | Адам Малиш          | Полша     | 269.5 |         |
| 03    | Грегор Шлийренцауер | Австрия   | 268.0 |         |

### Голяма шанца
Скоковете от голяма, 140-метрова, шанца се провеждат на 19 (квалификации) и 20 февруари 2010 г. Първите три места се заемат от същите състезатели като на малката шанца. След състезанието на малката шанца Симон Аман е обвинен от австрийския отбор, че автоматите, които придържат ските му му осигуряват непозволено предимство, но международната ски федерация го оправдава. 
| Място | Име                 | Държава   | Точки | Бележки |
| ----- | ------------------- | --------- | ----- | ------- |
| 01    | Симон Аман          | Швейцария | 283.6 |         |
| 02    | Адам Малиш          | Полша     | 269.4 |         |
| 03    | Грегор Шлийренцауер | Австрия   | 262.2 |         |

### Отборно
Отборното състезание се провежда на 22 февруари 2010 със скокове от голяма шанца. Печели отборът на Австрия пред тези на Германия и Норвегия. Шампионът от индивидуалните състезания Симон Аман не участва, защото Швейцария няма достатъчно състезатели за отбор. 
| Място | Състезатели                                                         | Държава  | Точки  | Бележки |
| ----- | ------------------------------------------------------------------- | -------- | ------ | ------- |
| 01    | Волфганг Лойцъл Андреас Кофлер Томас Моргенщерн Грегор Шлийренцауер | Австрия  | 1107.9 |         |
| 02    | Михаел Ноймайер Андреас Ванк Мартин Шмит Михаел Урман               | Германия | 1035.8 |         |
| 03    | Андерс Бардал Том Хилде Йохан Ремен Евенсен Андерс Якобсен          | Норвегия | 1030.3 |         |